# Kathy Hammond
Kathy Hammond, född den 2 november 1951 i Sacramento, Kalifornien, är en amerikansk friidrottare inom kortdistanslöpning.
Hon tog OS-brons på 400 meter vid friidrottstävlingarna 1972 i München.